# Násyp

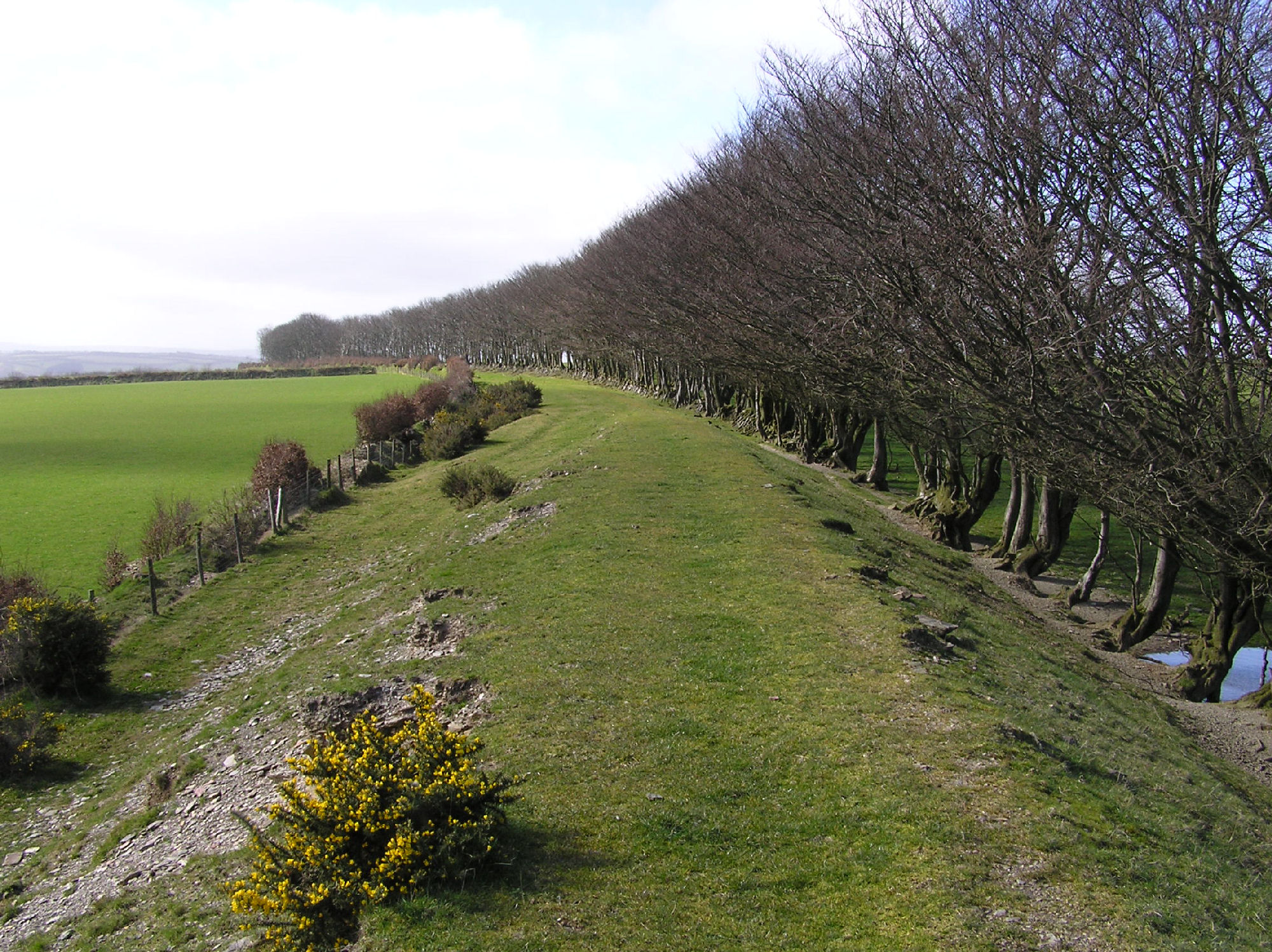
Železniční násyp na místě zrušené trati poblíž Gupworthy ve Spojeném království

Násyp či násep je umělá vyvýšená stavba v terénu, vzniklá nasypáním materiálu (obvykle zemina, kamení, hlušina). Násyp může sloužit jako součást opevnění, součást dopravních staveb (například součást železničního spodku nebo podklad silnice), protihluková bariéra či jen uložení nepotřebného sypkého materiálu.
Pokud má násyp sloužit jako sypaná hráz, je požadována nepropustnost vody. V ostatních náspech bývají často budovány propustky a mosty, které mají zamezit tomu, aby se násep stal hrází. Nesprávné umístění mostů v náspu způsobilo například, že povodeň v roce 1845 zaplavila velkou část Břeclavi.[zdroj?]

## Terminologie
Aktuální technické normy pro silniční a železniční stavitelství používají pro násep termín „násyp“. Ottův slovník naučný jmenuje „násyp, násep“ v uvedeném pořadí jako synonyma, v textu hesla pak používá slovo násyp. Slovník spisovné češtiny pro školu a veřejnost u slova násep rozlišuje dva významy (hráz nasypaná k ochraně, nasypaný podklad zvýšených komunikací), zatímco u slova násyp pouze význam „nasypaná hromada, vrstva“.
Podle dílu jazykového koutku Českého rozhlasu z dubna 2014, který zopakoval vysvětlení publikované v rubrice jazykové poradny v časopise Naše řeč z roku 2006, slovo násyp většinou označuje dlouhou nebo podlouhlou nasypanou hromadu nebo vrstvu zeminy, písku, štěrkopísku, kamení, hlíny, škváry, polystyrénu apod. například k vyrovnání terénu, ke zpevnění základů stavby. Násep je podle zmíněných textů zcela dokončený násyp, to znamená, že je u něj patřičně upravena jeho horní část (koruna, pláň) i boční svahy, například silniční násep, železniční násep či násep kolem hradiště. Podle autorů pořadu se mimo úzce odbornou stavební komunikaci mohou významy obou slov poněkud překrývat.
V nářečích se kromě tvaru násep používá též tvar náspa podle vzoru žena, náspě podle vzoru růže, náspí podle vzoru stavení a násp podle vzoru hrad a též pomnožné podoby náspa a náspě. Většinou se jím označuje zápraží, tedy upravený, zpravidla vyvýšený chodník podle dveřní stěny venkovského obytného stavení.
Slovo „násyp“ může označovat též nasypaný materiál vůbec či najednou nasypané množství materiálu, například jeden násyp do kamen, dávka obilí určená ke společnému semletí atd., tedy většinou o mmožství materiálu v zásobníku či v násypce.

## Technologie budování náspů

### Ztracené lešení
Technologie ztraceného lešení byla používána především při budování železničních tratí. V ose budoucí trati bylo postaveno dřevěné lešení, vysoké jako budoucí násep. Po vrcholu lešení vedla stavební dráha. Z místa, kde byl budován zářez, se po této dráze přivážel materiál, který se z lešení vyklápěl. Rostoucí násep postupně lešení zakryl a to se v něm ponechalo.

### Vrstvený násyp
Dnes nejčastěji používaná metoda.[zdroj?] Násypový materiál je navážen a hutněn po vrstvách o předepsané tloušťce. Hutnění probíhá obvykle strojně, v okolí tenkostěnných přesypaných konstrukcí bývá předepsáno ruční hutnění.

### Vylehčený násyp
Pro zamezení nadměrných deformací a případných sesuvů kvůli přitížení terénu se někdy používají vylehčené násypy - buď se použije pórovitý materiál (liapor nebo i polystyrén, který byl v Česku poprvé použit na dálnici D1 v úseku Vyškov-Mořice).

### Lavice
Opakem vylehčeného násypu jsou přitěžovací lavice, kdy se, obvykle u paty násypu, přisype násyp určité šířky.

## Silniční násypy
Pro stavbu silnic platí ČSN 73 6133 Návrh a provádění zemního tělesa pozemních komunikací.
Násypový materiál musí splňovat kritéria namrzavosti a propustnosti (podle toho se zeminy dělí na vhodné a nevhodné do násypů). U silnic je vysoký násyp považován za potenciálně nebezpečné místo, proto se v místě, kde je výška násypu vyšší než 3 metry (4 metry u polních cest) osazují svodidla.
U vysokých násypů je nutné sledovat jeho sedání, při výstavbě se osazují zařízení geodetického monitoringu.
V některých případech se u vysokých násypů zřizují přitěžovací lavice z násypového materiálu.
Svahy tělesa násypu se podle ČSN 73 6133 navrhují v rozmezí 1:1 – 1:2,5

## Železniční násypy
U železničních násypů není nutné osazovat záchytná zařízení, proto se na rozdíl od silničních většinou navrhují svahy v jednotném sklonu. Násyp je považován za spodní stavbu.